# 6717 Антал
6717 Антал (1990 TU10, 1971 SG2, 1985 QN1, 1992 CK7, 6717 Antal) — астероїд головного поясу, відкритий 10 жовтня 1990 року.
Тіссеранів параметр щодо Юпітера — 3,271.